# Avioimpex
Avioimpex — бывшая македонская авиакомпания, базирующаяся в Скопье.

## История
Компания была создана как «Interimpex-Avioimpex» в сентябре 1992 года. Авиакомпания сменила название на Avioimpex, 2 ноября 1999 года. В сентябре 2002 года Агентство гражданской авиации отозвало лицензию на эксплуатацию Avioimpex из-за финансовых трудностей.

## Направления
Компания организовала рейсы из Скопье и Охрида, но в основном с рейсами в Швейцарию (Цюрих).

## Флот
Парк Avioimpex состоял из 11 самолетов:
- McDonnell Douglas DC-9[3] (1)
- McDonnell Douglas MD-80[3] (5)
- Ту-154[3](3)
- Як-42[3] (2) (Один разбился во время рейса 110.

## Аварии и проишествия
20 ноября 1993 года самолет Як-42 авиакомпании Avioimpex выполнявшый рейс 110 разбился недалеко от города Охрид. Самолёт возвращался в Скопье из Женевы, но был направлен на посадку в аэропорту Охрида из-за плохих погодных условий в аэропорту Скопье. При подлёте к аэропорту самолёт врезался в холм недалеко од села Трояни в непосредственной близости от аэропорта. Экипаж из восьми человек и 108 пассажиров погибли. Первоначально в полете остался один пассажир, который скончался 1 декабря.